# Himalija (luna)
Himalija (grško Ἱμαλíα: Himalía) je Jupitrov naravni satelit. Je največja med Jupitrovimi nepravilnimi lunami. Spada v Himalijino skupino Jupitrovih lun.
Luno Himalijo je leta 1904 odkril Charles Dillon Perrine na Lickovem observatoriju . Ime je dobila po Himaliji  iz grške mitologije šele v letu 1975 , pred tem je bila znana kot Hestija  oziroma kot Jupiter VI.
Je največja luna iz skupine, ki nosi njeno ime (Himalijina skupina).

## Fizikalne lastnosti
Luna Himalija je podolgovato telo, z dolžino med 150 ± 20 in 120 ± 20 km, kar je zelo blizu ocenam po meritvah iz   Zemlje. Jupiter obkroži v malo več kot 250 dneh po tirnici, ki je zelo nagnjena (29,59°)  na ravnino Jupitrovega ekvatorja. Njena gostota je precej visoka (2,6 g/cm3), kar kaže da je sestavljena iz  kamnin. 
Njena površina je siva (podobno kot pri ostalih članicah skupine) z barvnim indeksom B-V=0,62, V-R= 0,4. Podobna je asteroidom tipa C. 

## Raziskovanja
Sonda  Cassini je 19. decembra 2000 na svoji poti do  Saturna posnela tudi površino Himalije. Posnetki ne kažejo nobene podrobnosti na površini. Spekter, ki ga je posnela sonda, kaže precej močno absorbcijo v delu spectra pri 3 μm, kar pomeni, da je na luni prisotna tudi voda.
Februarja in marca leta 2007 je Nasino vesoljsko plovilo New Horizons, ki je na poti do Plutona, naredilo večje število izredno zanimivih posnetkov (najbližje iz razdalje 8,000.000 kilometrov)